# Disintegration
Disintegration ist das achte Musikalbum der englischen Rockband The Cure. Es erschien im Mai 1989 beim Plattenlabel Fiction Records. Es wird nicht klar einem Genre zugeordnet, jedoch überwiegen die Zurechnungen zu Dark Wave und Gothic Rock.

## Hintergrund
Nach den beiden früheren Gothic-Rock-Alben Faith von 1981 und Pornography von 1982 veröffentlichte The Cure mehrere Pop-Alben. Im Jahre 1989 erfolgte jedoch mit Disintegration eine Abwendung vom poppigen hin zu einer melancholischeren Grundstimmung.
Im Jahr 2002 fasste The Cure die Alben Pornography, Disintegration und das 2000 erschienene Bloodflowers zu einer „Trilogy“ zusammen, die bei Konzerten in Brüssel und Berlin live komplett gespielt wurden. Damit betrachtet die Band ihr Album Disintegration als eines ihrer wichtigsten Werke.

## Musikstil und Texte
Die Stücke des Albums werden allgemein als melancholisch beschrieben.
Sie werden häufig aufgrund der verschiedenen klanglichen Ebenen der vielen eingesetzten Instrumente als dicht gewoben bezeichnet. Viele Lieder haben ein besonders langes Intro, so setzt z. B. bei „Pictures of You“ der Gesang erst nach 2:37 Minuten ein und bei „Fascination Street“ erst nach 2:20 Minuten. Die Hälfte der Lieder sind mit über sechs Minuten ungewöhnlich lang. Sämtliche Texte wurden von Robert Smith geschrieben.

## Titelliste
1. Plainsong – 5:12
2. Pictures of You – 7:24
3. Closedown – 4:16
4. Love Song – 3:28
5. Last Dance – 4:42
6. Lullaby – 4:08
7. Fascination Street – 5:16
8. Prayers for Rain – 6:04
9. The Same Deep Water as You – 9:18
10. Disintegration – 8:18
11. Homesick – 7:06
12. Untitled – 6:30

## Rezeption
Der englischsprachige Rolling Stone hat dieses Album auf Platz 326 der 500 besten Alben aller Zeiten gewählt. Die deutschsprachige Ausgabe hat es in einer Abstimmung hingegen sogar auf Platz 184 von 500 gewählt. Pitchfork Media hat das Album auf Platz 38 der 100 Besten Alben der 80er gewählt und als „krönende Leistung“ der Band bezeichnet.

## Kommerzieller Erfolg

### Chartplatzierungen

#### Album
Disintegration ist in Deutschland das kommerziell bis dato erfolgreichste Album von The Cure. Die darin enthaltene Single Lullaby erreichte bisher ebenfalls höchste Verkaufszahlen.
| ChartsChartplatzierungen       | Höchstplatzierung | Wochen |
| ------------------------------ | ----------------- | ------ |
| Deutschland (GfK)              | 2 (35 Wo.)        | 35     |
| Österreich (Ö3)                | 5 (20 Wo.)        | 20     |
| Schweiz (IFPI)                 | 4 (16 Wo.)        | 16     |
| Vereinigte Staaten (Billboard) | 12 (55 Wo.)       | 55     |
| Vereinigtes Königreich (OCC)   | 3 (27 Wo.)        | 27     |

| ChartsJahrescharts (1989) | Platzierung |
| ------------------------- | ----------- |
| Deutschland (GfK)         | 13          |
| Österreich (Ö3)           | 18          |

#### Singles
| Jahr | Titel              | Höchstplatzierung, Gesamtwochen, AuszeichnungChartplatzierungen (Jahr, Titel, , Platzierungen, Wochen, Auszeichnungen, Anmerkungen) | Höchstplatzierung, Gesamtwochen, AuszeichnungChartplatzierungen (Jahr, Titel, , Platzierungen, Wochen, Auszeichnungen, Anmerkungen) | Höchstplatzierung, Gesamtwochen, AuszeichnungChartplatzierungen (Jahr, Titel, , Platzierungen, Wochen, Auszeichnungen, Anmerkungen) | Höchstplatzierung, Gesamtwochen, AuszeichnungChartplatzierungen (Jahr, Titel, , Platzierungen, Wochen, Auszeichnungen, Anmerkungen) | Höchstplatzierung, Gesamtwochen, AuszeichnungChartplatzierungen (Jahr, Titel, , Platzierungen, Wochen, Auszeichnungen, Anmerkungen) | Anmerkungen                               |
| Jahr | Titel              | DE | AT | CH | UK | US | Anmerkungen                               |
| ---- | ------------------ | --- | --- | --- | --- | --- | ----------------------------------------- |
| 1989 | Lullaby            | DE3 (25 Wo.)DE | AT5 (16 Wo.)AT | CH14 (9 Wo.)CH | UK5 (7 Wo.)UK | US74 (8 Wo.)US | B-Seite: Babble                           |
| 1989 | Fascination Street | — | — | — | — | US46 (11 Wo.)US | B-Seite: Babble VÖ nur in US & CA         |
| 1989 | Lovesong           | DE21 (14 Wo.)DE | — | — | UK18 (7 Wo.)UK | US2 (17 Wo.)US | B-Seite: 2 Late                           |
| 1990 | Pictures of You    | DE18 (13 Wo.)DE | — | — | UK24 (6 Wo.)UK | US71 (8 Wo.)US | B-Seite: Last Dance bzw. Prayers for Rain |

### Auszeichnungen für Musikverkäufe
| Land/Region                  | Auszeichnungen für Musikverkäufe (Land/Region, Auszeichnung, Verkäufe) | Verkäufe  |
| ---------------------------- | ---------------------------------------------------------------------- | --------- |
| Deutschland (BVMI)           | Gold                                                                   | 250.000   |
| Frankreich (SNEP)            | 2× Gold                                                                | 200.000   |
| Italien (FIMI)               | Gold                                                                   | 25.000    |
| Neuseeland (RMNZ)            | Platin                                                                 | 20.000    |
| Schweiz (IFPI)               | Gold                                                                   | 25.000    |
| Spanien (Promusicae)         | Platin                                                                 | 100.000   |
| Vereinigte Staaten (RIAA)    | 2× Platin                                                              | 2.000.000 |
| Vereinigtes Königreich (BPI) | Gold                                                                   | 100.000   |
| Insgesamt                    | 6× Gold · 4× Platin ·                                                  | 2.720.000 |